# Ганка Дуранте
Ганка Пахале-Дуранте (нім. Hanka Pachale-Durante; 12 вересня 1976) — німецька волейболістка. Учасниця Олімпійських ігор в Атланті і Сіднеї. Бронзова медалістка чемпіонату Європи 2003 року.

## Клуби
| Роки      | Команди                            |
| --------- | ---------------------------------- |
| 1992—1998 | «Шверінер» (Шверин)                |
| 1998—1999 | «Віченца»                          |
| 1999—2001 | «Едісон» (Модена)                  |
| 2001—2002 | «Романеллі Фіренце» (Флоренція)    |
| 2002—2004 | «Едісон» (Модена)                  |
| 2004—2005 | «Монте Ск'яво» (Єзі)               |
| 2005—2006 | «Бігмат Кераколл» (К'єрі)          |
| 2006—2007 | «Падова»                           |
| 2007—2008 | «Деспар» (Перуджа)                 |
| 2008—2010 | «Віллантеріо» (Павія)              |
| 2010—2011 | «Расінг» (Канни)                   |
| 2011—2012 | «Нордмекканіка Ребеккі» (П'яченца) |

## Досягнення
У збірній
Чемпіонат Європи
- Третє місце (1): 2003

У клубах
Ліга чемпіонів ЄКВ
- Перше місце (2): 2001, 2008

Чемпіонат Німеччини
- Перше місце (2): 1995, 1998

Кубок Німеччини
- Друге місце (3): 1993, 1995, 1998

Чемпіонат Італії
- Перше місце (1): 2000
- Друге місце (1): 2008

Кубок Італії
- Друге місце (2): 2000, 2012

Суперкубок Італії
- Перше місце (2): 2002, 2007

Чемпіонат Франції
- Перше місце (2): 2011

Кубок Франції
- Перше місце (2): 2011